# Seznam saských panovníků

Základní znak Saského krufiřtství

Velký saský znak

Toto je seznam saských panovníků, tedy hlav Saského vévodství – vévodů a králů Saského království a také saských kurfiřtů.

## Vévodové saští (a sasko-wittenberští)
- Widukind († 785), vévoda saský do 785

### Liudolfingové (844–973)
- Liudolf († 864 či 866), hrabě a posléze vévoda saský 844–866
- Bruno Saský, vévoda saský 866–880
- Ota I. Saský, vévoda saský 880–912
- Jindřich I. Ptáčník († 936), král východofranský, vévoda saský 912–936
- Ota I. Veliký, císař, vévoda saský 936–961

### Billungové (973–1106)
- Heřman († 973), markrabě saský 956–961, vévoda saský 961–973
- Bernard I. († 1011), vévoda saský 973–1011
- Bernard II. († 1059), vévoda saský 1011–1059
- Ordulf, († 1072), vévoda saský 1059–1072
- Magnus († 1106), vévoda saský 1072–1106

### Supplinburgové (1106–1137)
- Lothar III., († 1137), římsko–německý císař, vévoda saský (jako Lothar I.) 1106–1137

### Welfové (1137–1138)
- Jindřich II. Pyšný, († 1139), vévoda saský 1137–1138

### Askánci (1138–1142)
- Albrecht Medvěd, († 1170), vévoda saský 1138–1142

### Welfové (1142–1180)
- Jindřich III. Lev, († 1195), vévoda saský 1142–1180

### Askánci (1180–1423)
- Bernard III., († 1212), vévoda saský 1180–1212
- Albrecht I., († 1260), vévoda saský 1212–1260
- Albrecht II., († 1298), vévoda saský 1260–1298

- Rudolf I. Saský, († 1356), vévoda sasko-wittenberský 1298–1356 a 1.kurfiřt saský 1355–1356
- Rudolf II. Saský, († 1370), kurfiřt saský 1356–1370
- Václav I., († 1388), vévoda sasko-wittenberský a kurfiřt saský 1370–1388
- Rudolf III., († 1419), vévoda sasko-wittenberský a kurfiřt saský 1388–1419
- Albrecht III., († 1422), vévoda sasko-wittenberský a kurfiřt saský 1419–1423

### Vévodové saští
- Fridrich I. Svárlivý († 1428), 1423–1428
- Fridrich II. Mírný († 1464), 1428–1464

- Albrecht III. Srdnatý, († 1500), vévoda saský 1464–1500 (zakladatel albertinské linie)
- Arnošt Saský († 1486), spoluvláda do 1485 (zakladatel ernestinské linie)
- Jiří Bradatý, († 1539), vévoda saský 1500–1539 (albertinská linie)
- Jindřich Zbožný, († 1541), vévoda saský 1539–1541 (albertinská linie)
- Mořic Saský († 1553), vévoda saský 1541–1547 a kurfiřt saský 1547–1553 (albertinská linie)
- Jan Fridrich I. Saský, († 1554), vévoda saský 1547–1554 a kurfiřt saský 1532–1547 (ernestinská linie)
- Jan Fridrich II. Saský, († 1595), vévoda saský 1554–1566 (ernestinská linie)

#### Vévodové sasko-výmarští
- Jan Vilém I. Maria († 1573), vévoda saský 1566, vévoda sasko–výmarský 1572–1573 (ernestinská linie)
- Fridrich Vilém I. († 1602), vévoda sasko–výmarský 1573–1602
- Jan III. († 1605) vévoda sasko–výmarský 1602–1605
- Jan Arnošt I. († 1626), vévoda sasko–výmarský 1615–1620
- Vilém IV. († 1662), vévoda sasko–výmarský 1620–1662 (ernestinská linie)

## Přehled saských kurfiřtů
1355–1356: Rudolf I. Saský († 1356)
1356–1370: Rudolf II. Saský († 1370)
1370–1388: Václav I. († 1388)
1388–1419: Rudolf III. († 1419)
1419–1423: Albrecht III. († 1422)
1423–1428: Fridrich I. Svárlivý († 1428)
1428–1464: Fridrich II. Mírný († 1464)
1464–1486: Arnošt I. († 1486)
1486–1525: Fridrich III. Moudrý († 1525)
1525–1532: Jan Vytrvalý († 1532)
1500–1539: Jiří I. Bradatý († 1539)
1532–1547: Jan Fridrich I. († 1554)
1547–1553: Mořic († 1553)
1553–1586: August († 1586)
1586–1591: Kristián I. († 1591)
1591–1611: Kristián II. († 1611)
1611–1656: Jan Jiří I. († 1656)
1656–1680: Jan Jiří II. († 1680)
1680–1691: Jan Jiří III. († 1691)
1691–1694: Jan Jiří IV. († 1694)
1694–1733: Fridrich August I. († 1733), král polský jako August II.
1733–1763: Fridrich August II. († 1763), král polský jako August III.
1763–1763: Fridrich Kristián († 1763)
1763–1806: Fridrich August III. († 1827), od roku 1806 prvním saským králem

## Králové saští

### Wettinové (1806–1918)
1806–1827: Fridrich August I. († 1827), saským kurfiřtem jako Fridrich August III.
1827–1836: Antonín († 1836)
1836–1854: Fridrich August II. († 1854)
1854–1873: Jan I. († 1873)
1873–1902: Albert († 1902)
1902–1904: Jiří I. († 1904)
1904–1918: Fridrich August III. († 1932)